# 明基苏瓦绍盖
明基苏瓦绍盖（發音：[mɪ́ɴdʑí swà sɔ̀ kɛ́]，1330年—1400年），旧译明吉斯伐修寄，或稱苏瓦绍盖（စွာစော်ကဲ），本名绍盖（စောကဲ），《明史》作卜剌浪，他是緬甸阿瓦王朝君主，1367年至1400年間在位，他是前任國王德多明帕耶的表舅與內兄。明基苏瓦绍盖在其33年的統治期間南征北戰，統一並維持了上緬甸的穩定，他派軍介入南方勃固王朝的內部紛爭，開啟阿瓦與勃固漫長的四十年戰爭。明基苏瓦绍盖是阿瓦王朝的實際奠基人。

## 生平

### 早年

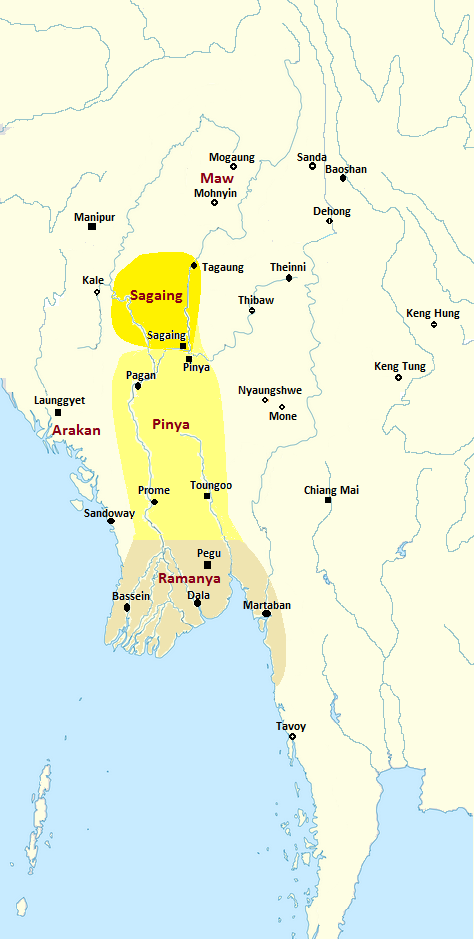
1350年緬甸形勢圖

绍盖的父親敏欣紹是蒲甘王國末代國王觉苏瓦的兒子，在彬牙王國治下任職德耶謬總督。绍盖的母親欣妙拉是蒲甘王國卑謬總督底哈都的女兒、彬牙王國建立者底哈都的姪女。绍盖有兩個哥哥瑞南欣、紹揚南，三個妹妹紹布萊、紹妙、紹翁瑪。
1334年，阿臘干王明帝（Min Hti）攻陷德耶謬城，將敏欣紹一家俘至阿臘干首都隆邑。阿臘干王禮遇敏欣紹，由阿臘干學識最淵博的僧侶來教育绍盖等人。绍盖在隆邑長大，成為一個博學、受宮廷貴族與百姓愛戴的人。1343年（或1344年），阿臘干王允許敏欣紹一家歸國。
敏欣紹帶家人回到彬牙，受到彬牙國王觉苏瓦禮遇，回德耶謬繼續就任總督。绍盖的兩個哥哥分別受職敏象與卑謬總督。绍盖則以德勒帕耶（တရဖျာ，意為「正義之主」）為稱號，受命管理一個名叫達洛（Talok）的小鎮。約1351年，绍盖受任央米丁總督。後來，绍盖與彬牙國王觉苏瓦艾不和，於1351年叛歸實皆王國，實皆國王德勒帕耶艾庇護了绍盖，任命他為阿彌因的長官。
1364年，德多明帕耶繼任實皆國王，攻佔彬牙，立绍盖的妹妹紹翁瑪為王后，绍盖向德多明帕耶宣誓效忠。德多明帕耶於1365年遷都阿瓦，建立阿瓦王朝，後於1367年的征戰中染上天花，不治身亡。德多明帕耶沒有子嗣，臨死前恐王后紹翁瑪另嫁他人，命禁衛軍統帥鄂努回宮殺之。鄂努回宮後卻與紹翁瑪相好，他們剷除宮中異己、合謀篡奪王位，然而阿瓦廷臣不接受他們。鄂努與紹翁瑪渡江至實皆，自稱實皆國王。

### 即位
绍盖能即位為王有賴於妹夫央米丁總督梯羅伐的推薦。阿瓦廷臣原是希望梯羅伐能繼位，但被寡言的梯羅伐拒絕了，梯羅伐認為自己一天說不到三、四個詞，建議廷臣去找其大舅子绍盖。隨後，绍盖接受了阿瓦廷臣的擁戴，於1367年9月登基為王。
绍盖即位後，派軍攻佔實皆，將其妹紹翁瑪嫁給擒獲她的將領。绍盖在兄長卑謬總督紹揚南與妹夫沙遇總督登卡杜紹南的幫助下，成功說服南方總督們效忠於阿瓦王國。東吁總督般師只是名義上順服阿瓦國王，不久將試圖謀反。1368年3月，绍盖正式舉行加冕儀式，被稱為明基苏瓦（မင်းကြီး စွ），意為「尊貴的大王」。明基苏瓦绍盖立克梅米為王后，以德多明帕耶的三個妹妹欣紹基、紹翁瑪、紹杜烏為妃。

### 征戰

#### 麓川

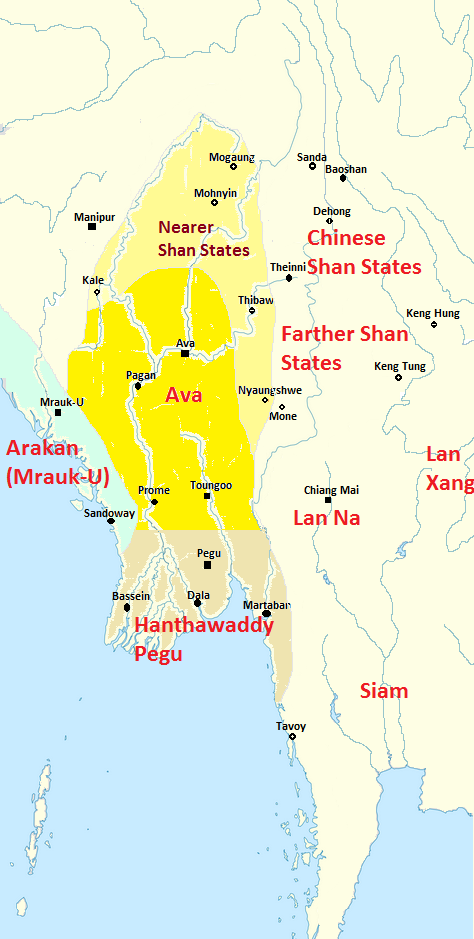
阿瓦王國

明基苏瓦绍盖認為阿瓦王國的主要威脅是北方的麓川（或稱木撣），麓川自1356年起多次出兵劫掠上緬甸。1371年，他與南方勃固王朝的國王頻耶宇會見於兩國邊界，相互贈禮並議定和約、劃定邊界。穩固南方後，明基苏瓦绍盖準備北征麓川。1371年，麓川詔法思可法逝世，孟養詔法與戞里詔法爭權內鬥，明基苏瓦绍盖聽從名相溫秦明耶沙的建議，待雙方兩敗俱傷後才出兵降伏了兩邦。
明基苏瓦绍盖扶植的孟養詔法在阿瓦軍離開後便被推翻了。明基苏瓦绍盖想再度出征孟養，卻被阿瓦廷臣制止了，廷臣們認為阿瓦的實力尚不足以長期作戰，明基苏瓦绍盖聽從了諫言，命北方軍退守至眉都。然而孟養的新詔法並不認同以眉都作為雙方的新疆界，於1372年出兵攻佔眉都。1373年初，阿瓦軍再度攻佔眉都。1375年的一個碑銘記載讚頌了阿瓦對木撣人的勝利。
1387年至1388年，北方的麓川再度犯境，明基苏瓦绍盖派軍北征平息了騷亂。1389年（或1390年），阿瓦與麓川協議停戰，麓川詔法思倫發遣女信彌奴與明基苏瓦绍盖的次子明康和親。
1392年，麓川攻佔眉都。1392年至1393年的旱季，明基苏瓦绍盖派登卡杜紹南與杜因領軍率水陸兩師還擊麓川，阿瓦軍大敗。麓川軍追擊至實皆，名將梯羅伐率軍迎戰，擊退敵軍，隨後於撣光（Shangon）大敗麓川軍。麓川的劫掠在這次慘敗後停止，於明基苏瓦绍盖統治期間內不曾再有入侵。

#### 東吁
明基苏瓦绍盖不信任東吁總督般師，在阿瓦與麓川作戰時般師曾私下聯繫勃固與蘭納，試圖謀反。1374年，明基苏瓦绍盖警告蘭納不要介入，威脅將派兵前往邊境，蘭納隨後遣使阿瓦，簽訂和約。般師意識到明基苏瓦绍盖的意圖，向勃固求援，勃固國王頻耶宇無視了與阿瓦王國的1371年和約，派遣由步兵、騎兵、象兵組成的軍隊前往支援東吁。
明基苏瓦绍盖不願與勃固就此開戰，他轉而策劃了一場陰謀。1375年，明基苏瓦绍盖讓兄長卑謬總督紹揚南假意提案與般師通婚，以紹揚南的女兒嫁與般師的兒子般師二世，邀請般師前往卑謬舉行婚禮。般師認為東吁與卑謬的聯姻是極好的提議，兩邦再加上勃固可以形成下緬甸堅實的反阿瓦同盟。般師接受了紹揚南的提案，只帶著少部分軍隊前往卑謬，在卑謬附近遭伏擊，般師身殞，兒子般師二世與女婿須迦帝則逃過一劫。
勃固軍統帥馬森在般師死後掌控了東吁城，般師二世與須迦帝率軍圍城3個月後攻破奪回了東吁。這段期間內，阿瓦曾三次派軍攻打東吁，造成東吁地區大範圍的飢荒。1376年初，明基苏瓦绍盖允許般師二世繼位。1379年（或1380年），般師二世被須迦帝暗殺，明基苏瓦绍盖先是接受了須迦帝的繼位，後見須迦帝是個暴君，便於1383年派遣龐加刺殺了須迦帝，並任命龐加繼任東吁總督。

#### 勃固
至1384年，明基苏瓦绍盖已成功統一了上緬甸。南方勃固王朝國王頻耶宇於1384年逝世，年輕的國王羅娑陀利面臨著國內的叛亂。1385年，勃固治下的苗妙總督勞驃遣使致書明基苏瓦绍盖，表示願意臣服阿瓦並尋求軍事支援。明基苏瓦绍盖接受了勞驃的邀約，開啟了阿瓦與勃固間漫長的四十年戰爭。
1385年12月，明基苏瓦绍盖派出兩路大軍（共一萬三千兵、1000騎兵、40戰象）分別沿伊洛瓦底江和錫唐河南下進攻勃固，由王儲德勒帕耶、王子明康、名將梯羅伐與登卡杜紹南負責領軍。阿瓦軍與勞驃軍佔領了勃固許多領地，但無法攻破茂比勃固走廊的防線。羅娑陀利曾出城進攻被阿瓦佔領的堡壘盤郊，差點被阿瓦軍拿下，後因明康的疏失才得以逃回勃固城。
1386年末，明基苏瓦绍盖親率大軍（一萬七千兵、1000艘小型戰船、1200艘貨船）由水路南下進攻勃固，王儲德勒帕耶率另一路軍（一萬二千兵、600騎兵、40戰象）由陸路進發，明康則留守阿瓦。勃固軍這次早有準備，羅娑陀利率領的軍隊（至少一萬一千兵）成功在德貢、萊、端迪、茂比抵禦了阿瓦軍的進攻，阿瓦軍只好在雨季來臨前回師。
1387年至1388年，麓川再次進犯阿瓦，在明基苏瓦绍盖應付北方戰事的同時，勃固國王羅娑陀利平息了馬都八地區的叛亂。1389年，羅娑陀利進攻阿瓦盟友苗妙總督勞驃，成功統一了伊洛瓦底三角洲地區。勃固軍進而攻佔阿瓦治下的古圖。
1390年，明基苏瓦绍盖再度兵分二路南征勃固。明基苏瓦绍盖親率一軍（約一萬七千兵）由水路沿伊洛瓦底江南下，王儲德勒帕耶率另一軍（約一萬二千兵）由陸路經東吁南下。這次阿瓦軍面臨著數量更多的勃固軍隊，明基苏瓦绍盖的部隊甚至無法攻下勃固王國的邊境堡壘，數量劣勢的勃固水師抵禦住了阿瓦戰船在古圖附近的多次進攻。德勒帕耶軍也無法拿下盤郊堡壘。儘管局勢對勃固有利，羅娑陀利依然決定將古圖歸還給阿瓦，以保存明基苏瓦绍盖的顏面，明基苏瓦绍盖接受了這項停戰協議。1391年至1392年的旱季，阿瓦部隊進軍沙耶瓦底，勃固軍也隨之前往對峙，雙方沒有爆發戰事。

### 外交

#### 明朝
明太祖朱元璋即位後，曾遣使緬甸，因道阻未曾到達。1393年（洪武二十六年），八百媳婦國的入貢使節言緬甸地近其國，因距離遙遠不能通於明朝。朱元璋乃命西平侯沐春遣使曉諭八百媳婦國與緬甸，自此阿瓦王國才開始進貢明朝。1394年（洪武二十七年），明朝設置緬中宣慰使司，以阿瓦國王明基苏瓦绍盖（即卜剌浪）為宣慰使。1395年（洪武二十八年），明基苏瓦绍盖遣使進貢，向朱元璋訴說麓川（即百夷）思倫發侵佔阿瓦王國的領土。1396年（洪武二十九年），明基苏瓦绍盖再度遣使訴此事，朱元璋派遣李思聰、錢古訓前往諭令阿瓦與麓川各自罷兵守土，思倫發聽從了朱元璋的諭令。一說此事發生在1383年代。

#### 阿臘干
1373年，阿臘干王位繼承紛爭中，明基苏瓦绍盖推舉自己的伯父紹孟二世（Saw Mon II）出任阿臘干王，紹孟二世獲得阿臘干廷臣的支持，成功登上王位。紹孟二世是一個有能力的國王，逝世於約1380年。明基苏瓦绍盖再次推舉自己的兒子紹梅（Saw Me）出任阿臘干王，然而紹梅卻是一個暴君，於1385年被趕出阿臘干。

#### 蘭納
蘭納曾與勃固合謀，支持東吁總督般師對抗明基苏瓦绍盖。1374年，明基苏瓦绍盖遣使警告蘭納，威脅將派兵前往邊境，蘭納隨後遣使阿瓦，簽訂和約。

### 晚年
1393年擊退麓川後，明基苏瓦绍盖任內不再有戰事。他成功統一了上緬甸，建立了穩固的阿瓦王國。1400年4月，明基苏瓦绍盖崩逝，長子德勒帕耶繼位為王。